# Chiesa di San Pietro Apostolo (Lavagno)
La chiesa di San Pietro Apostolo è la parrocchiale di San Pietro, frazione-capoluogo del comune sparso di Lavagno, in provincia e diocesi di Verona; fa parte del vicariato dell'Est Veronese, precisamente dell'Unità Pastorale San Martino.

## Storia
Se la località di San Pietro fu abitata già in epoca romana, non si sa con certezza quando sorse la primitiva chiesa di San Pietro. Le prime tracce documentate risalgono al XII secolo, come testimonierebbe anche l’iscrizione, ormai illeggibile, su una pietra collocata nell’attuale sacrestia.
L’antico edificio sarebbe sorto nella parte meridionale dell’attuale chiesa, all’altezza dell’abside, luogo più alto rispetto alla parte della valle dove scorre il torrente Mezzane, oggi più conosciuto come Prognella.
Altra citazione del luogo di culto si trova nella relazione della visita pastorale del 14 giugno del 1532 del vescovo di Verona Gian Matteo Giberti; questa cappella era filiale della pieve di San Briccio.
Si ignora la data d’inizio dei lavori dell’attuale chiesa, come sconosciuti rimangono chi l’ha progettata e chi ha diretto i lavori.

In una lettera, non datata, ma sicuramente di poco successiva al 1802, è scritto che gli abitanti di San Pietro stavano ampliando il tempio allo scopo di ottenere l’erezione di una parrocchia in loco.
Infatti, le tensioni tra la comunità di San Pietro e quella di San Briccio andavano avanti da tempo, con la prima che chiedeva di non dover più frequentare la sede parrocchiale collocata sul monte, raggiungibile dopo una faticosa salita.

Nel 1769, dopo che il Vescovo di Verona Nicolò Antonio Giustinian non era riuscito a dirimere la questione, intervenne la Repubblica di Venezia con un decreto: dall'anno successivo il cappellano di San Pietro avrebbe potuto amministrare i sacramenti all'interno della chiesa, insegnare il catechismo e predicare il pomeriggio della domenica nel Vespro. Solo nelle feste di maggior importanza (Pasqua, Natale, Pentecoste e Corpus Domini) i fedeli venivano invitati a recarsi alla chiesa matrice di San Bricco.
Nel 1801, visto anche l'aumento sensibile della popolazione, si cercò di trasferire la sede parrocchiale a San Pietro, ma la proposta fu bocciata l'anno successivo dall'Imperial Regio Governo Generale di Venezia.

A testimoniare il clima di tensione tra le due comunità è la Stampa degli abitanti nelle contrade montuose della Comunità di Lavagno contro gli abitanti al piano della Comunità sudetta, edito a Verona nel 1801.
La chiesa fu terminata nel 1821 e benedetta nel 1834, ma fu il 19 luglio 1837 che nacque la parrocchia di San Pietro grazie al decreto del Vescovo Giuseppe Grasser e alle autorizzazioni concesse dalle autorità austriache.

In sacrestia un'epigrafe ricorda questo evento, attribuendo il merito a don Giovan Battista Sioli, già parroco a San Bricco e primo pastore della nuova parrocchia, il merito dello smembramento dalla chiesa madre.
Chiusa la diatriba con San Briccio, con l'autonomia parrocchiale sancita dalla visita pastorale del 1842, ne iniziò una da parte della comunità di Vago, che ottenne di essere smembrata da San Pietro nel 1899.
Da ricordare che tra il 1874 e il 1877 svolse il suo primo ministero sacerdotale a San Pietro il Beato Giuseppe Nascimbeni, a cui è stata dedicata la piazza antistante il tempio ed è ricordato da una tempera del 1988 di V. Cordioli, collocata all'interno della chiesa e oggi nella casa ricreatoria dedicata al sacerdote beatificato.
La facciata della chiesa fu realizzata successivamente, nel 1889, e la consacrazione del luogo di culto fu compiuta dall’allora Vescovo coadiutore (futuro Vescovo di Verona e Cardinale) Bartolomeo Bacilieri il 12 settembre 1891, come riporta un’epigrafe posta in sacrestia.

## Descrizione

### Esterno
L'edificio ha orientamento verso est. Il prospetto principale, a capanna, è tripartito da quattro paraste d'ordine tuscanico poggianti su alti zoccoli e sorreggenti la trabeazione e il timpano; il portale di accesso architravato è sormontato da un frontone ed ai suoi lati si trovano due nicchie con 
le stuatue in marmo, non di particolare pregio, raffiguranti i Santi Pietro e Paolo.
Al 1981 risale l'attuale porta d'ingresso, che riporta in alto gli stemmi dell'allora Pontefice San Giovanni Paolo II e del Vescovo di Verona Giuseppe Amari, mentre al centro spicca la grande immagine della Vergine Maria.
Curioso come il sagrato sia in discesa, cosa rara, quasi la dimostrazione come la costruzione della chiesa sia avvenuta dopo un lavoro di dissodamento.

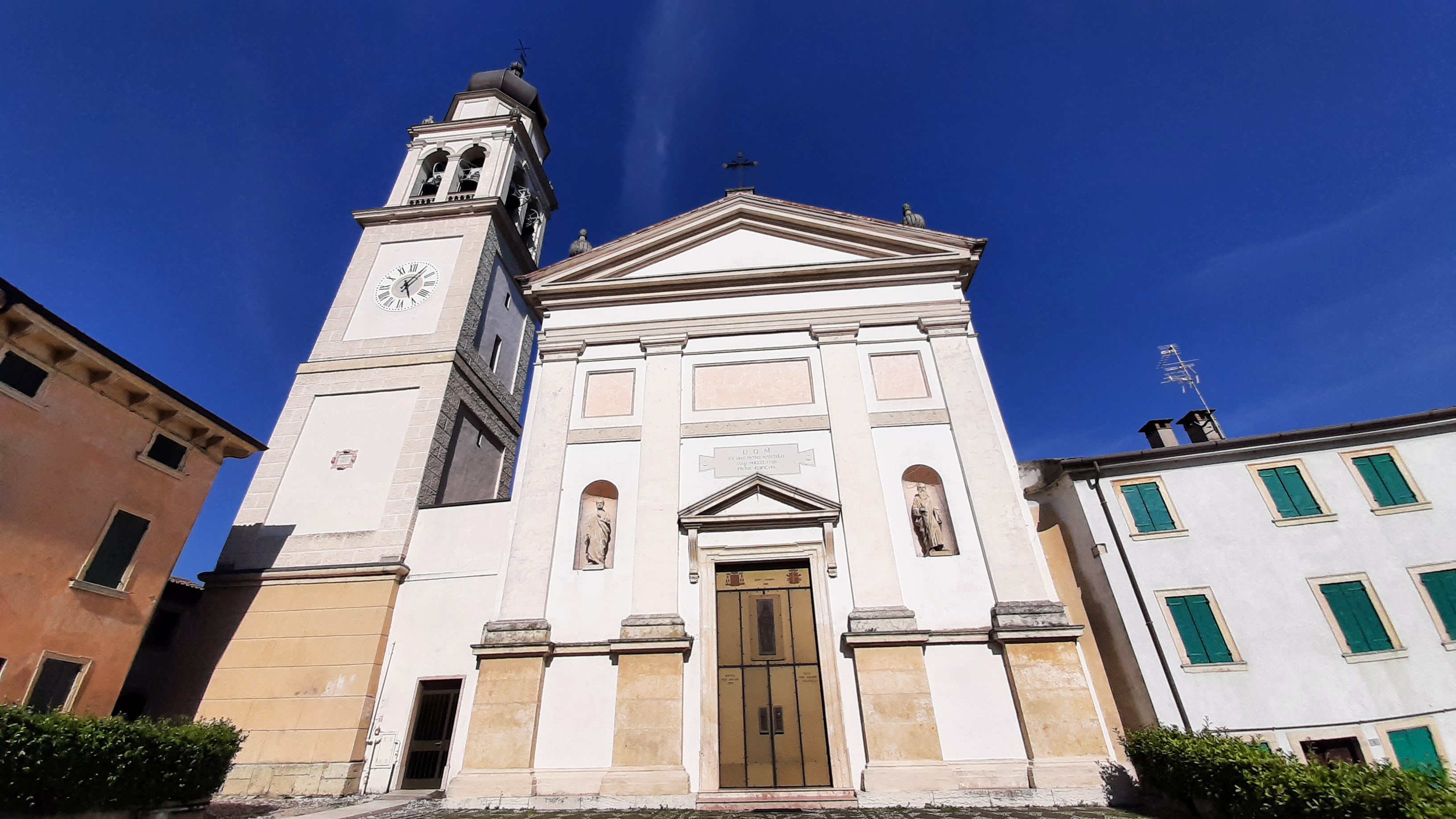
La facciata.
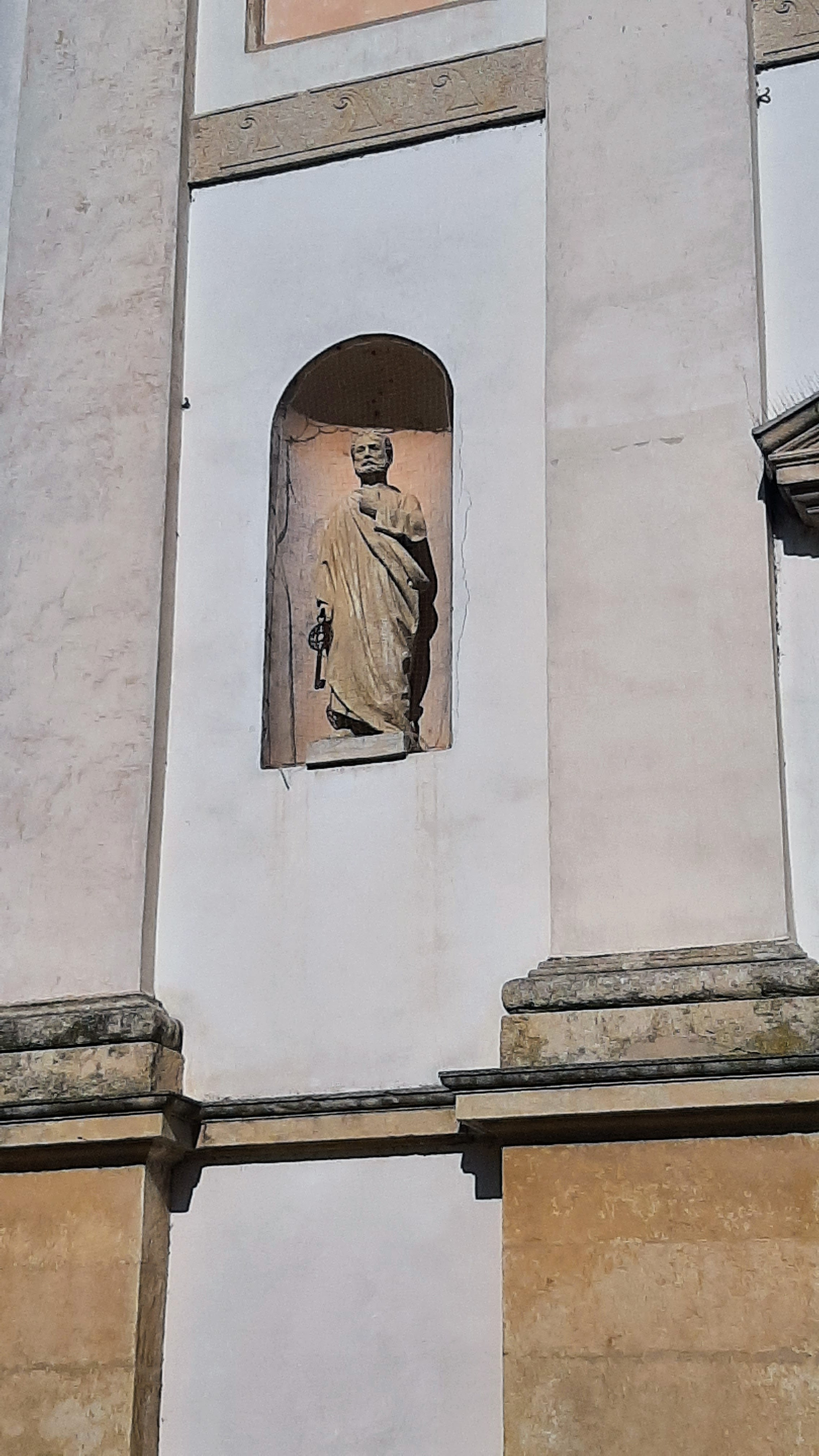
La statua di San Pietro.
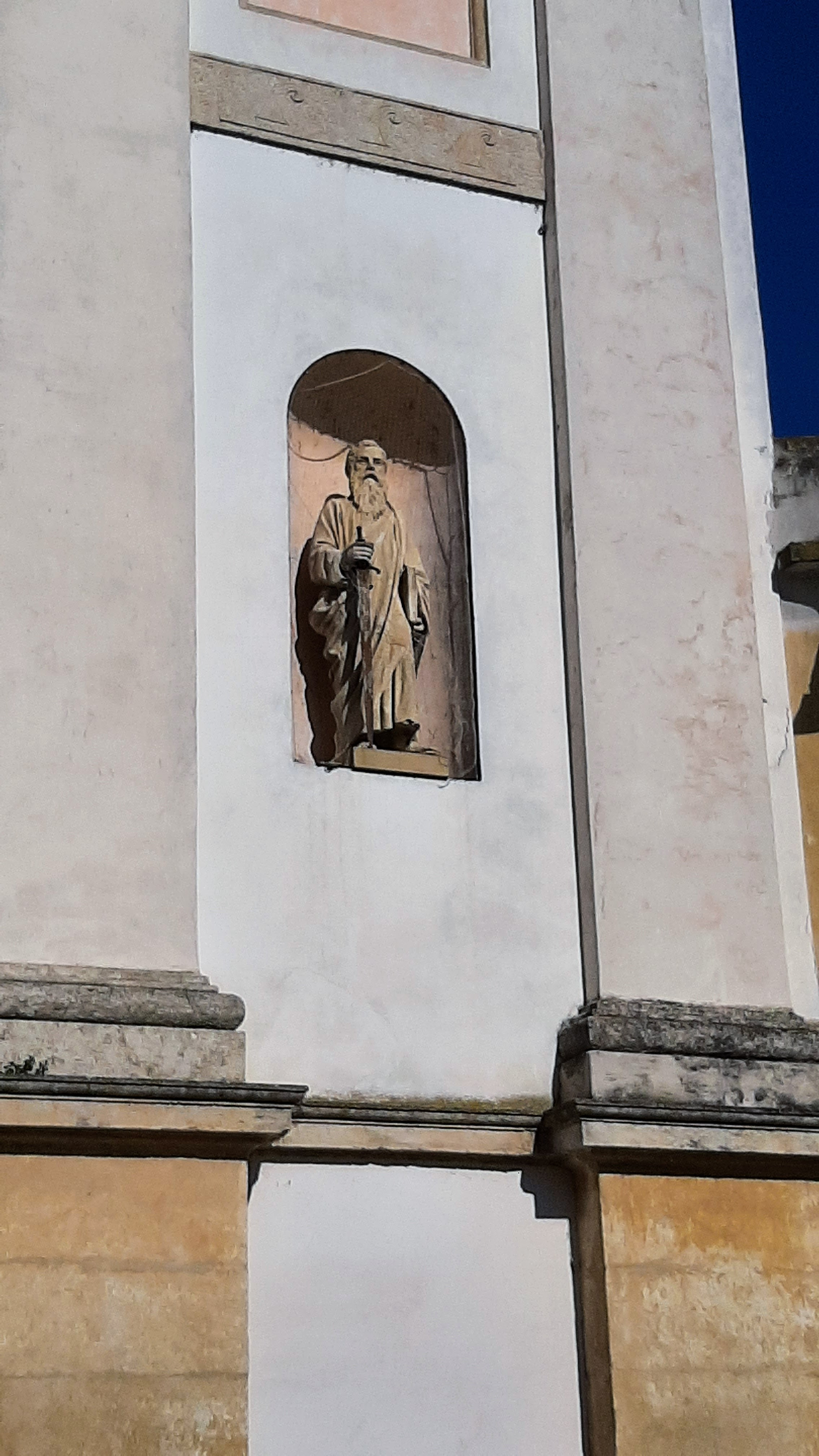
La statua di San Paolo.
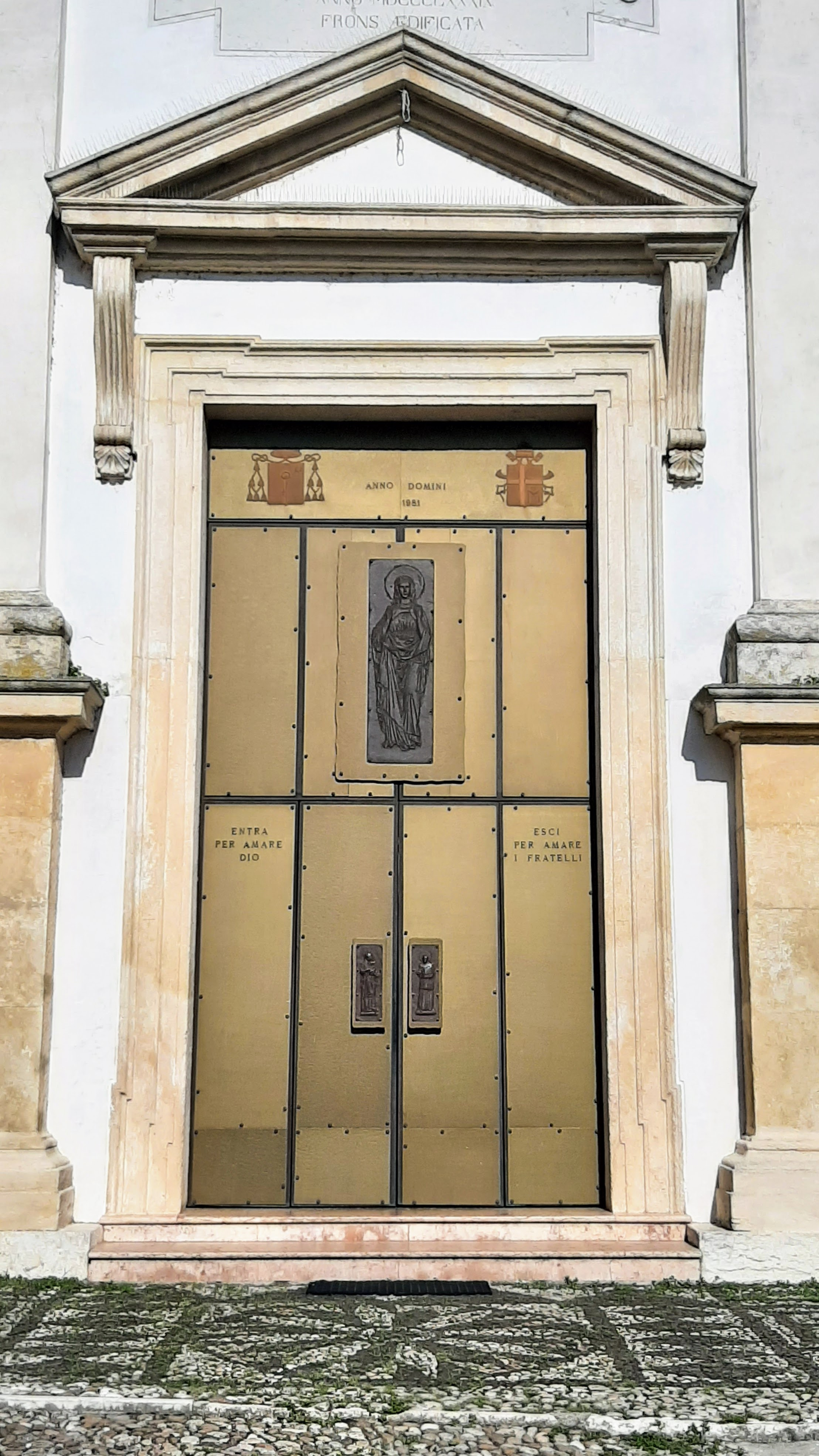
Il portale.
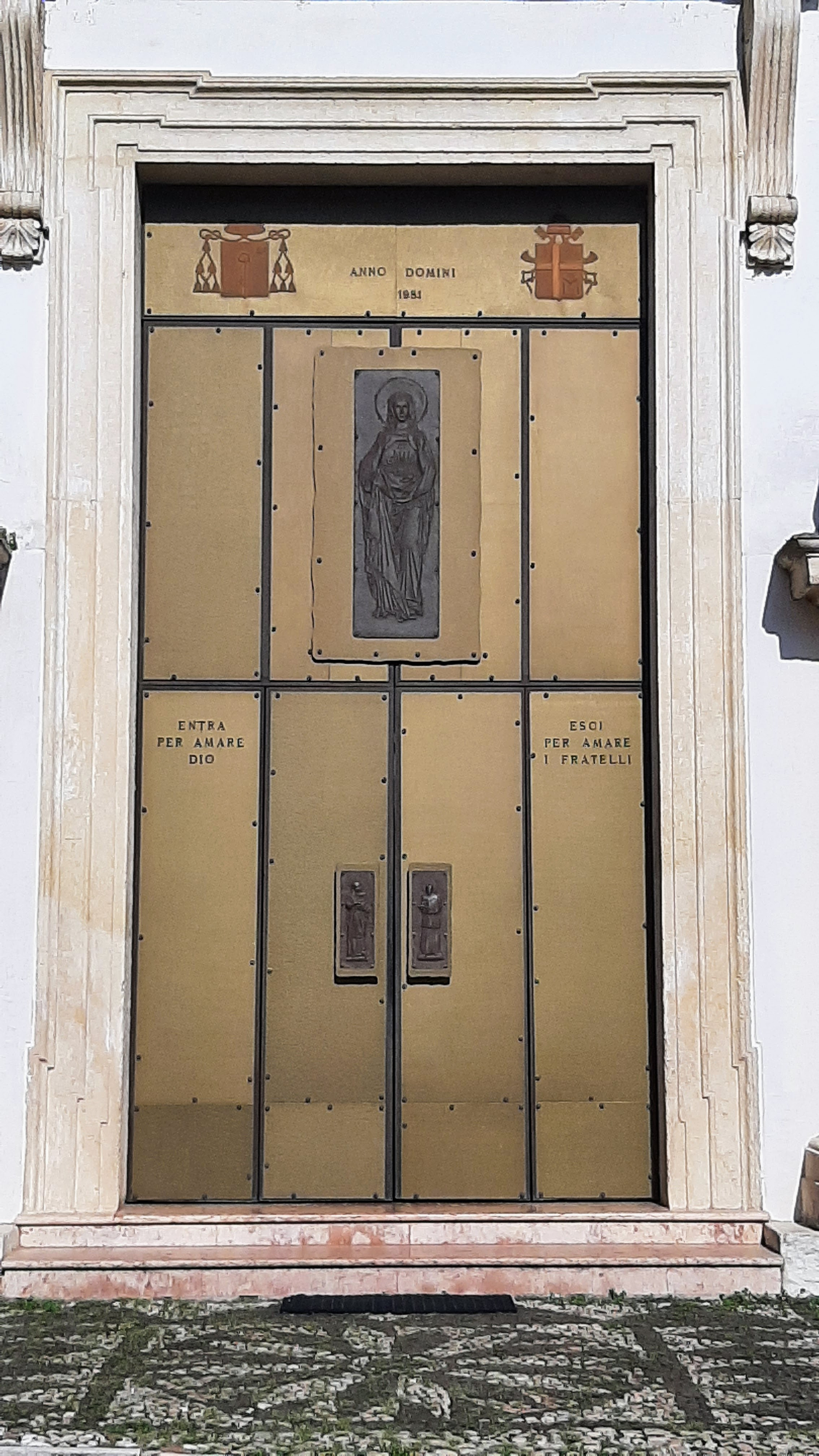
La porta d'ingresso alla chiesa.

### Interno
L’interno dell’edificio, a navata unica, presenta un pavimento in lastre rettangolari di nembro rosato della Lessinia collocate a spina di pesce, mentre la copertura è costituita da un’ampia volta a botte, che presenta al centro il dipinto raffigurante Gesù Cristo Buon Pastore.
Finestre sommitali rettangolari, due per lato, introducono la luce naturale nell’edificio, che presenta
pareti scandite da lesene d'ordine gigante sorreggenti la trabeazione modanata caratterizzata dal fregio decorato.
Alcuni degli altari e delle opere d’arte presenti nell’edificio provengono dalla soppressa chiesa della Disciplina in Verona, mentre in controfacciata è presente l’affresco raffigurante il Martirio di San Pietro (5,60x8,70m), eseguito nel 1943 da Giuseppe Resi, per lungo tempo abitante del posto. Esso è tra i lavori più significativi eseguiti dal pittore.
Gli altari laterali sono tutti in stile composito. A destra abbiamo gli altari dei Santi Giovanni Battista e Luigi Gonzaga, con la tela di Giovanni Caliari raffigurante la Madonna col Bambino e i Santi Antonio di Padova, Gaetano Thiene e Luigi Gonzaga, e quello del Crocifisso. Quest’ultimo è pregevole, con il gioco di chiaroscuri tra il marmo nerissimo della croce e il Cristo Crocifisso in marmo di Carrara, opera seicentesca di autore ignoto. Lo sfondo, in marmo verde striato, in passato presentava due figure in gesso bianco (la Vergine Maria e San Giovanni Apostolo a tutto tondo, attribuite a G. Pontedera e risalenti al 1893, oggi collocate in un ripostiglio adiacente alla chiesa, riportando il Crocifisso alla situazione originaria.
Sul lato sinistro della chiesa abbiamo gli altari dedicati a San Giuseppe e della Beata Vergine Assunta.
Al termine dell'aula si sviluppa il presbiterio di forma quadrangolare, sopraelevato di cinque scalini, voltato a crociera, con la raffigurazione dell’Agnus Dei e angeli, e chiuso dall'abside semicircolare, nel cui catino è affrescato Gesù Cristo benedicente con Angeli e Santi.

Il pavimento è costituito da un complesso disegno geometrico in marmi policromi bordato da un a fascia in nembro giallo.
Di pregio è l’altare maggiore, con intarsi in marmi nero del Belgio, Rosso Verona e verde striato, davanti al quale, in seguito all'intervento di adeguamento liturgico conseguente alla riforma liturgica del Concilio Vaticano II, sono collocati la sede del celebrante, su pedana lignea, e l'altare verso il popolo in legno intagliato e decorato, posti tra il 1998 e il 2003.
 
L'altare ha sostituito uno precedente, mobile, posto nel periodo in cui furono rimosse le balaustre.
Sempre all'intervento compiuto tra il 1998 e il 2003 è riconducibile l'ambone ligneo, posto in posizione avanzata rispetto al presbiterio, sul lato sinistro.
Da segnalare il paliotto dell’altare in sacrestia, seicentesco, raffigurante la Flagellazione di Gesù.

## Campanile e campane

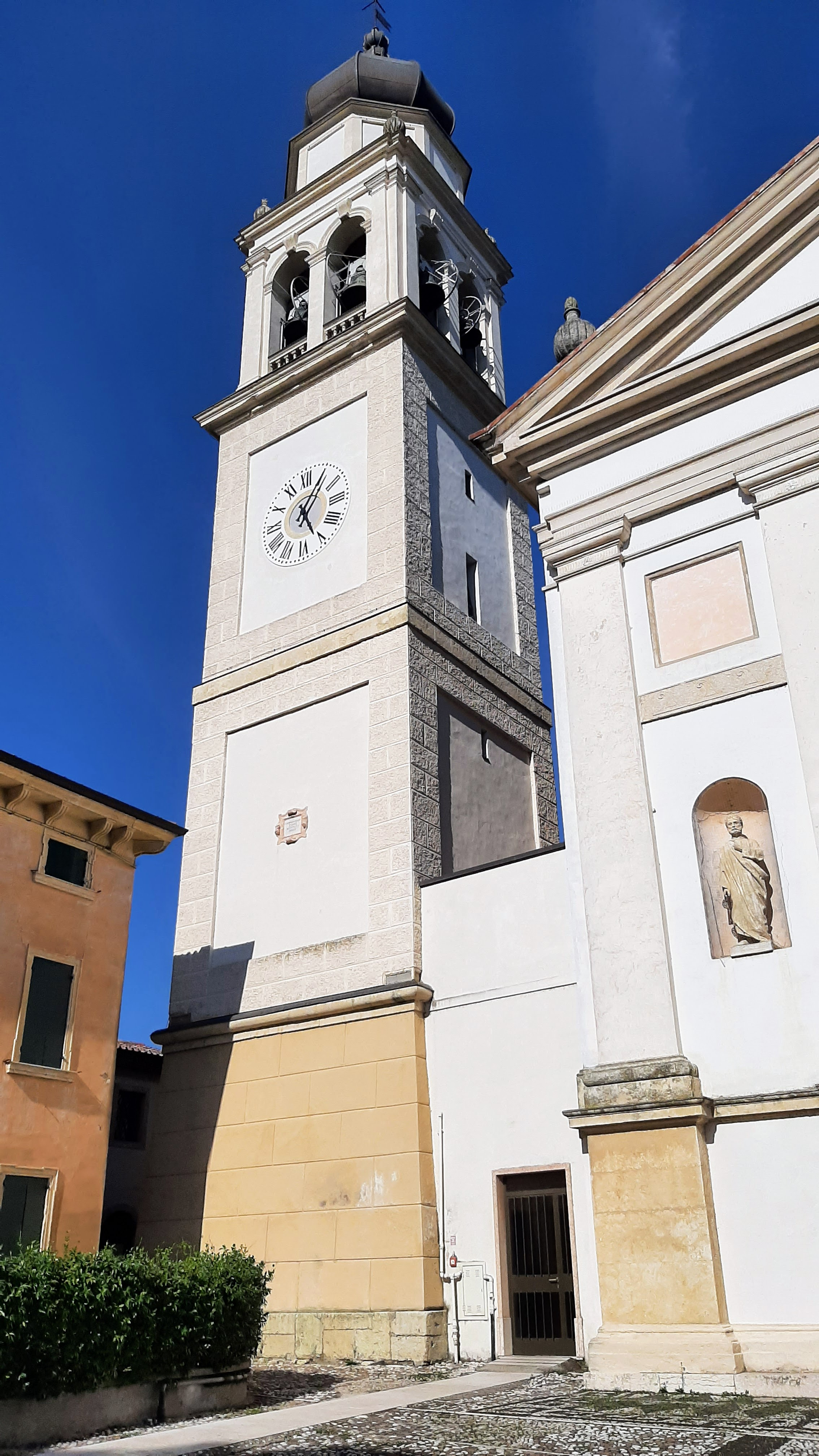
Il campanile.

Il campanile, sulla sinistra della facciata e in linea con essa, a base quadrangolare, presenta un fusto massiccio e una cella campanaria con un’apertura a bifora per lato.
Un tamburo a base ottagonale sostiene la copertura metallica a cipolla al cui vertice è collocata una Croce in ferro con banderuola segnavento.
Il concerto campanario presente oggi sulla torre è composto da 10 campane in REb3, montate veronese e a doppio sistema, cioè suonabili manualmente ed elettricamente.

Questi i dati del concerto:
1 – REb3 – diametro 1366 mm - peso 1490 kg - fusa nel 1930 da Cavadini di Verona.
2 – MIb3 – diametro 1220 mm - peso 981 kg - fusa nel 1911 da Cavadini di Verona.
3 – FA3 – diametro 1090 mm – peso 693 kg - fusa nel 1911 da Cavadini di Verona.
4 – SOLb3 – diametro 1020 mm – peso 580 kg - fusa nel 1911 da Cavadini di Verona.
5 – LAb3 – diametro 900 mm – peso 416 kg – fusa nel 1925 da Cavadini di Verona.
6 – SIb3 – diametro 800 mm – peso 299 kg – fusa nel 1930 da Cavadini di Verona.
7 – DO4 – diametro 730 mm – peso 230 kg – fusa nel 1976 da Capanni di Castelnovo ne' Monti (RE).
8 – REb4 – diametro 690 mm – peso 190 kg - fusa nel 1976 da Capanni di Castelnovo ne’ Monti (RE).
9 – MIb4 – diametro 610 mm – peso 130 kg - fusa nel 1976 da Capanni di Castelnovo ne’ Monti (RE).
10 – FA4 – diametro 550 mm – peso 100 kg - fusa nel 2005 da Capanni di Castelnovo ne’ Monti (RE)
.
Il suonatore di campane Pietro Sancassani riporta che già nel 1800 vi era un concerto campanario, con Cavadini che ne rifuse cinque nel 1840.

Nel 1911 fu installato il castello in ferro e cinque campane in MIb3, di cui oggi ne sopravvivono tre, visto pure che nel 1930 si è passati a un nuovo concerto a sei in REb3, l’attuale campana maggiore.
Dal Diario veronese del suonatore di campane Luigi Gardoni si legge in data 14 novembre 1840 della fusione delle cinque campane da parte di Francesco e Luigi Cavadini, alla Bernarda, assieme ad altre cinque campane, di cui una per San Giorgio in Salici.